# ヴォイチェフ・アダルベルト・ジヴヌィ
ヴォイチェフ・アダルベルト・ジヴヌィ（ポーランド語: Wojciech Adalbert Żywny）またはヴォイチェフ・アダルベルト・ジヴニー（チェコ語: Vojtěch Adalbert Živný, 1756年5月13日 – 1842年2月21日）は、ボヘミア出身のポーランドの作曲家、ピアニスト、ヴァイオリニスト、音楽教師。

## 経歴
1756年、現在のチェコ共和国中央ボヘミア州ムシェノ（Mšeno）に生まれる。ヤン・クシチテル・クチャーシュ（Jan Křtitel Kuchař）に師事。カジミェシュ・ネストル・サピェハに招聘されてポーランドへ渡り、音楽教師となった。ジヴヌィはヴァイオリニストであったが、ニコラ・ショパンの寄宿学校にピアノ教師として雇われ（もちろん当時のワルシャワにもプロのピアノ教師はいたが、ニコラからすればピアノのレッスンはあくまで生徒の嗜みの一環であった）、1816年から1822年までニコラの息子フレデリック・ショパンにピアノを指導した。ショパンが音楽を師事した最初の職業音楽家である。
演奏技術に関しては、やがてショパン少年に追い越されてしまったものの、少年の処女作のポロネーズを書き残して浄書したことや、教師としてバッハやハイドン、自分と同い年であったモーツァルト、フンメルの作品をショパンに教えるなど、その音楽的な趣味や才能、個性を育んだことが知られている。ショパンは1821年の彼の聖名祝日にポロネーズ変イ長調を作曲して献呈している。1842年にワルシャワで生涯を閉じた。
ジヴヌィは普段は当時のボヘミアの共通語だったドイツ語で読み書きしていており（現存するショパン関連の2通の手紙は共にドイツ語で書かれている）、彼のポーランド語はドイツ訛りが強かったと思われる（現存するショパンの1825年の手紙には、ショパンをドイツ語風に『フリードリヒ』と呼んでいたという記述が登場する）。
今日知られている作品や出版されている作品はほとんどないが、ピアノ曲やヴァイオリン曲、管弦楽曲を作曲した。

## 参考書籍
- Zdzisław Jachimecki, "Chopin, Fryderyk Franciszek," Polski słownik biograficzny, vol. III, Kraków, Polska Akademia Umiejętności, 1937, pp. 420–26.